# Osterholz-Scharmbeck
Osterholz-Scharmbeck (dolnoniem. Oosterholt-Scharmbeck) − miasto powiatowe w Niemczech, w kraju związkowym Dolna Saksonia, siedziba powiatu Osterholz.

## Geografia
Osterholz-Scharmbeck położony jest ok. 22 km na północ od Bremy.
Przez obszar miasta przebiega droga krajowa B74.

## Podział administracyjny
W skład obszaru miasta wchodzi dziewięć dzielnic:
| - Freißenbüttel - Garlstedt - Heilshorn | - Hülseberg - Ohlenstedt - Pennigbüttel | - Sandhausen - Scharmbeckstotel - Teufelsmoor |

Pozostałe miejscowości wschodzące w obszar miasta:
| - Ahrensfelde - Altenbrück - Altendamm - Auf Dem Raden - Auf Dem Rusch | - Bargten - Bredbeck - Buschhausen - Büttel - Feldhof | - Haslah - Hinter Dem Horn - Kattenhorn - Lange Heide - Lintel | - Muskau - Myhle - Niedersandhausen - Ovelgönne - Ruschkamp | - Settenbeck - Vorwohlde - Westerbeck - Wiste |

## Współpraca
Miejscowości partnerskie:
- Grimmen, Meklemburgia-Pomorze Przednie
- Hersbruck, Bawaria
- Przemyśl, Polska
- Kwidzyn, Polska